# Центральный административный округ (Тюмень)
Центральный административный округ — одна из четырёх административно-территориальных единиц города Тюмени. До 1996 года именовался как Центральный райо́н.
Территория Центрального округа разделена на две части рекой Тура, через которую проходят три автомобильных и один пешеходный мост.

## Население
| 1979     | 1989     | 2002     | 2009     | 2012     | 2013     | 2014     |
| -------- | -------- | -------- | -------- | -------- | -------- | -------- |
| 92 936   | ↗128 052 | ↗135 067 | ↗153 559 | ↗161 695 | ↗167 106 | ↗172 334 |
| 2015     | 2016     | 2017     | 2018     | 2019     | 2020     | 2021     |
| ↗176 609 | ↗180 875 | ↗185 187 | ↗189 423 | ↗193 046 | ↗196 152 | ↘194 692 |

## История
Центральный район Тюмени образован 9 марта 1972 года Указом Президиума Верховного Совета СССР «Об образовании Центрального района в городе Тюмени Тюменской области» путём его выделения из территории Ленинского и Калининского районов.
25 марта 1996 года Центральный район был преобразован в административный округ.
Ранее на территории округа располагались микрорайоны:
- Заречье (Заречная часть)
- Слободка труда
- Мартовская слободка
- Потаскуй
- Табор
- Тычковка

## Экономика
На территории округа действуют более 8 тысяч предприятий и организаций различных форм собственности.

## Объекты
Территория округа была и по настоящий день остается основным административным, культурным и промышленным центром города. В его границах располагаются основные представительные, исполнительные и судебные органы власти области и города.